# Orcs – Sie kommen, um uns alle zu töten
Orcs – Sie kommen, um uns alle zu töten ist ein US-amerikanischer Abenteuer-/Horrorfilm von James McPherson aus dem Jahr 2011.

## Handlung
Im Nationalpark Balancing Rock erhält Ranger Cal von seiner Vorgesetzten Marge, mit der er in ständigem Streit liegt, den Volunteer-Ranger Hobart Moss zugeteilt. Cal mag seine Arbeit, wollte aber immer schon in einem Nationalpark auf Hawaii Ranger sein. In Balancing Rock ist wenig los und so begnügt sich Cal damit, campenden Jugendlichen ihr Marihuana abzunehmen. Diese hatten, so vermutet er, in der Nacht zuvor vor der Rezeption die Mülltonnen umgekippt. Hobart kommen Zweifel, sind die Tonnen selbst doch sehr verbeult. Er vermutet einen Bärenangriff oder gar ein Auftauchen des legendären Bigfoot. Auf dem Fluss des Nationalparks werden unterdessen zwei Kanufahrer getötet. Cal und Hobart finden kurz darauf beim Toilettenreinigen ihren Kollegen Edward tot auf. Er scheint sich vor etwas in das Plumpsklo geflüchtet zu haben und kam darin um.
Cal hatte nach der Marihuanaabnahme Hobart vorgeflunkert, dass er das Marihuana selbst testen müsste, um sicherzugehen, um welche Substanz es sich handelt. Hobart hatte dies so an Marge weitergegeben, die nun einen nichtangekündigten Drogentest durchführen lässt. Cal weiß, dass er bei Bekanntwerden des Untersuchungsergebnisses entlassen werden wird. Er will die Zeit nutzen, um für Ordnung zu sorgen. Weil er nachts von entferntem Trommeln geweckt wird und nicht wieder einschlafen kann, sucht er am nächsten Tag den Zeltplatz der Jugendlichen auf, die er hinter dem Lärm vermutet. Der Platz ist jedoch verwüstet. Mit Hobart sucht er den Umkreis ab und findet den aufgespießten Kopf einer Jugendlichen vor. Auf ihrer Flucht zum Wagen werden beide Männer von Pfeilen beschossen. Der Nationalpark wird evakuiert. Hobart vergisst den Golfplatz zu evakuieren und beide finden ihn später verwaist vor. Die Szenerie weist jedoch auf einen Kampf hin und Hobart findet einen merkwürdigen Zahn, der in einem Golfball steckt. In der Rezeption entdecken beide kurz darauf die übel zugerichtete Leiche des Rezeptionisten Marvin. Im Nebenraum überraschen sie eine Kreatur, die sich als Orc erweist. Beide werden durch Marge gerettet, die die Kreatur niederschießt, von einem zweiten Orc jedoch getötet wird. Beide fliehen und treffen im Wald auf Katie. Die Umweltaktivistin und Cal kennen sich bereits längere Zeit und haben eine Art Hassliebe zueinander entwickelt. Katie kämpft gegen ein Bergwerk unweit des Nationalparks und wendet dabei auch kriminelle Methoden an. Sie war mit Sprengstoff zum Bergwerk unterwegs, als sie von Orcs angegriffen wurde. Es gelang ihr, einen zu töten und ihm seine Waffen abzunehmen. Sie ist der Meinung, dass die Orcs das Ergebnis eines Regierungsexperiments sind.
Zu dritt beschließen sie, die Orcs zu bekämpfen. Sie organisieren sich den Schlüssel zum Waffenschrank der Rangerstation, der allerdings verloren geht. Katie kann sich dennoch Zugang verschaffen. In der Rangerstation treffen sie auf Dan, den Drogenbeauftragten, der kurz zuvor noch Cals Urinprobe entgegengenommen hatte. Zu viert decken sie sich mit Waffen ein. Da Orcs keine Helligkeit mögen, installieren die vier Suchscheinwerfer auf dem Dach der Station. Die Orcs greifen die Station bald darauf an und allen vier gelingt es, zahlreiche Orcs zu töten. Bei den Gefechten kommt Dan ums Leben, der Cal jedoch kurz vor seinem Tod seine Urinprobe zurückgibt. Mit der Zeit werden Cal, Hobart und Katie zurückgedrängt. Hobart wird verletzt und flieht mit den anderen beiden über den Schutzkeller in den Wald. Cal gelingt es, eine Gasleitung anzuschießen und anschließend Feuer zu zünden. Die Orcs werden bei der Explosion getötet. Einen letzten überlebenden Orc töten Cal und Katie gemeinsam. Einige Zeit später sind Cal und Hobart Ranger in einem Nationalpark auf Hawaii. Auch Katie ist dabei und alle freuen sich über die friedliche Arbeitsstelle. Sie wissen nicht, dass es auch hier eine Höhle mit Orcs gibt.

## Produktion
Orcs – Sie kommen, um uns alle zu töten wurde 2009 unter dem Arbeitstitel Orcs! Orcs! Orcs! im Salt Lake County und Utah County gedreht. Die Filmbauten stammen von Anne Black und Justin Partridge. Der Film kam am 31. Juli 2011 in die US-amerikanischen Kinos. In Deutschland erschien er am 15. Juli 2011 direkt auf DVD. Tele 5 zeigte den Film am 19. Oktober 2012 erstmals im deutschen Fernsehen; zudem wurde er am 27. September 2013 im Rahmen der Reihe Die schlechtesten Filme aller Zeiten auf Tele 5 ausgestrahlt, wobei er von Oliver Kalkofe und Peter Rütten kommentiert wurde.

## Synchronisation
| Rolle       | Darsteller     | Synchronsprecher |
| ----------- | -------------- | ---------------- |
| Cal         | Adam Johnson   | Matthias Klie    |
| Hobart Moss | Maclain Nelson | Tim Knauer       |
| Marvin      | Stan Ferguson  | Hans Bayer       |

## Kritik
Der film-dienst bezeichnete Orcs – Sie kommen, um uns alle zu töten als „Fantasy-Horrorfilm mit erheblichem Trash-Potenzial und viel freiwilliger wie auch unfreiwilliger Komik.“ Für Cinema war der Film ein „sinnbefreites, aber humorvolles B-Movie“, „Trash-Spaß, nicht nur für Tolkien-Fans“ und „lupenreiner B-Movie-Schabernack“.